# Landry Fields

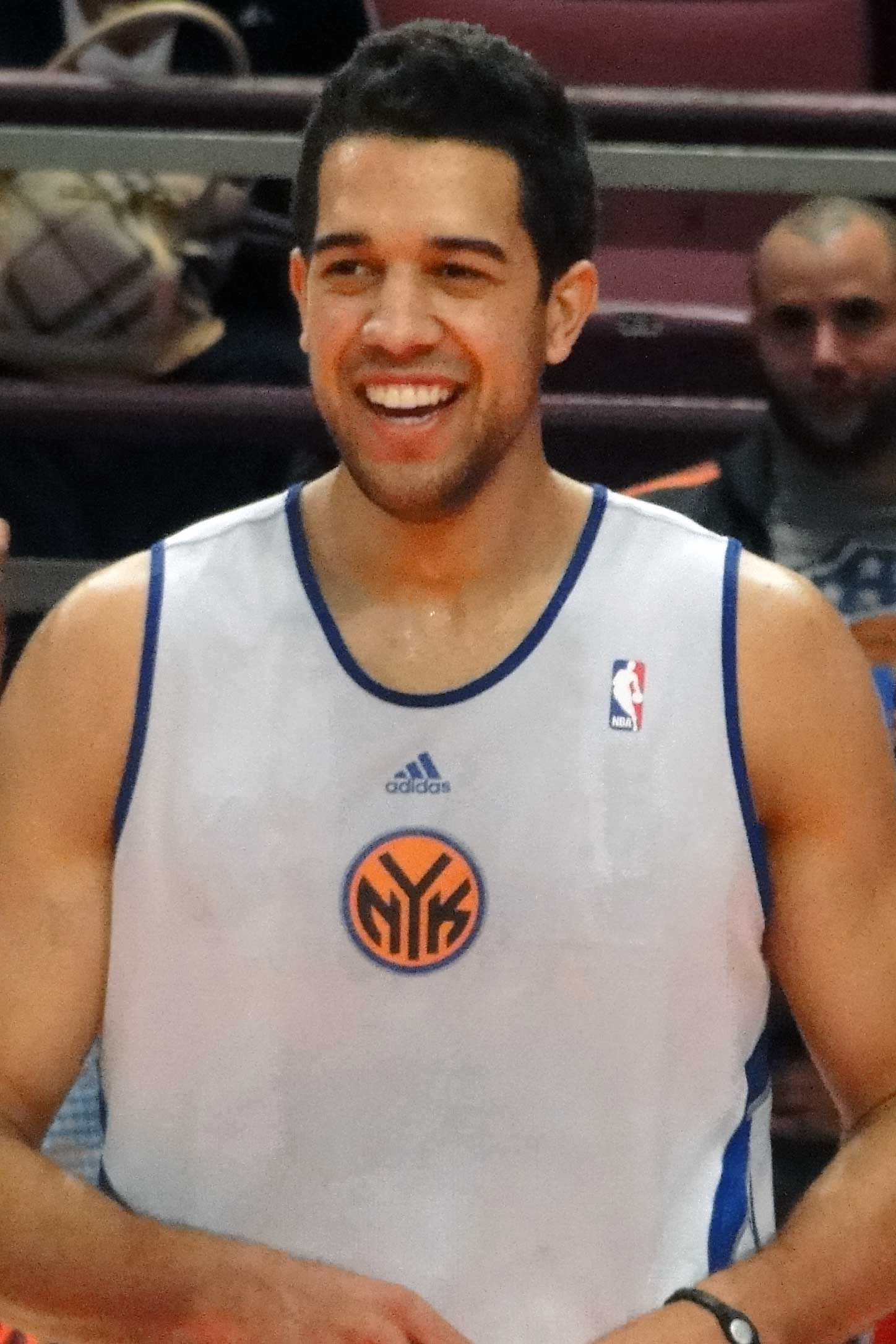
Landry Fields 2010.

Landry Fields, född 27 juni 1988 i Long Beach i Kalifornien, är en amerikansk basketspelare. Landry Fields spelar för Toronto Raptors i NBA som shooting guard eller som small forward.
Landry Fields valdes som nummer 39 i NBA-draften 2010 men har trots detta ändå tagit en plats som starter i laget. Efter hans första säsong så blev han invald i "First team all-rookie", där ligans fem bästa rookies samlas. Landry Fields är till hälften afro-amerikan och till hälften kaukasier.